# Garpéné
Garpéné est un village situé dans le département de Dapélogo de la province du Bassitenga dans la région de Oubri au Burkina Faso.

## Géographie
Garpéné est situé à 3 km au sud-est de Dapélogo ainsi qu'à 2 km de la route nationale 22.

## Santé et éducation
Garpéné accueille un centre de santé et de promotion sociale (CSPS) tandis que le centre médical avec antenne chirurgicale (CMA) de la province se trouve à Ziniaré. En 2017, une borne-fontaine d'adduction d'eau potable simplifiée (AEPS) est installée par la Croix-Rouge burkinabè (en) dans le village.
Le village possède une école primaire publique.